# Barbara Alyn Woods
Barbara Alyn Woods (ur. 11 marca 1962 w Chicago) – amerykańska aktorka.

## Życie prywatne
Mieszka w Wilmington (Karolina Północna). Jej mężem jest John Lind (od 1999 roku), którego poznała na planie serialu Kochanie, zmniejszyłem dzieciaki. Ich córki - Natalie, Emily i Alyvia Alyn Lind - również zostały aktorkami.

## Filmografia
- 1988: Sable jako Cheri (gościnnie)
- 1989: Hooperman jako barmanka (gościnnie)
- 1989: Star Trek: Następne pokolenie (Star Trek: The Next Generation) jako Kareen Brianon (gościnnie)
- 1989: Świat według Bundych (Married... with Children) jako Vicky (gościnnie)
- 1990: The Terror Within II jako Sharon
- 1990: Egzorcysta 2 i 1/2 (Repossessed) jako kobieta w windzie
- 1990: Circuitry Man jako Yoyo
- 1990: Mr. Belvedere jako Paula (gościnnie)
- 1991: The Golden Girls jako kobieta (gościnnie)
- 1991: Empty Nest jako stewardesa (gościnnie)
- 1991: Ułuda (Delusion) jako Julie
- 1991: Dance with Death jako Kelly
- 1992: Herman’s Head jako Danielle (gościnnie)
- 1992: Vinnie & Bobby (gościnnie)
- 1992: W grę wchodzi gruba forsa (We’re Talking Serious Money) jako agentka
- 1992: Dom sekretów i kłamstw (A House of Secrets and Lies)
- 1992: Taniec na wodzie (The Waterdance) jako Annabelle Lee
- 1992: Eden[1] jako Eve Sinclair (miniserial, gł. rola)
- 1992: Inside Out jako Terri
- 1992, 1995: Życie jak sen (Dream On) jako Linda (gościnnie)
- 1993: Skrzydła (Wings) jako Sheila (gościnnie)
- 1993: Żar tropików (Sweating Bullets) jako Tess (gościnnie)
- 1993: Krew z krwi, kość z kości (Flesh and Bone) jako Cindy
- 1994: Ghoulies IV jako Kate
- 1994: One West Waikiki jako Heather Randall (gościnnie)
- 1994: Gdzie diabeł mówi dobranoc (Picket Fences) jako Stacey Halford (gościnnie)
- 1995: Kroniki Seinfelda (Seinfeld) jako Debby (gościnnie)
- 1995: Śmiertelny weekend (Dead Weekend) jako Amelia E.
- 1995: Pod nieboskłonem (Frankie Starlight) jako Marcia
- 1996: Striptiz (Striptease[1]) jako Lorelei
- 1996: The Confidence Man jako Hillary
- 1996: Just Friends jako Danielle
- 1996: Dotyk anioła (Touched by an Angel) jako Penny Russell (gościnnie)
- 1996: Napisała: Morderstwo jako Dyan Emery (gościnnie)
- 1997–2000: Kochanie, zmniejszyłem dzieciaki (Honey, I Shrunk the Kids[1]) jako Diane Szalinski
- 1999: Ally McBeal jako Kelly Philbrick (gościnnie)
- 2002: Powrót do Providence (Providence) jako Heidi (gościnnie)
- 2003: American Dreams jako pani Mason (gościnnie)
- 2003-2012: Pogoda na miłość (One Tree Hill) jako Deb Scott[1]
- 2004: The Wild Card jako Kathleen Flanagan
- 2004: Komputerowy duch (I Downloaded a Ghost) jako Catherine Blackstone
- 2009: Port City jako Hannah
- 2010: The Gates: Za bramą tajemnic (The Gates jako Barbara Jansen (3 odcinki)
- 2012: Taste It: A Comedy About the Recession jako pani Rosen
- 2014: Goldbergowie jako pani Caldwell (2 odc.[1])
- 2014: Zabójcza klika jako Lana Cowan (film TV)
- 2019: Chodzenie, jazda, rodeo jako Jenna Walters
- 2019: A Christmas Wish jako Marilyn (film TV[1])
- 2019: (Future) Cult Classic jako Kasey Campbell  (film TV)